# Battle Cry of Freedom
"Battle Cry of Freedom" là một bài hát viết bởi nhà soạn nhạc Hoa Kỳ là George Frederick Root (1820–1895). Bài hát này được viết trong cuộc Nội chiến Hoa Kỳ nhằm ủng hộ cho Liên bang miền Bắc. Nó cũng được sử dụng để ủng hộ chiến dịch tranh cử của Abraham Lincoln và Andrew Johnson trong cuộc Bầu cử Tổng thống Hoa Kỳ 1864.
Battle Cry of Freedom được viết nhân lời kêu gọi tháng 7 năm 1862 của Abraham Lincoln nhằm động viên 300.000 người nhập ngũ bổ sung cho quân số đang bị thiếu hụt của Liên bang. Bài hát được trình diễn lần đầu vào ngày 24 tháng 7 và lần thứ hai vào ngày 26, trong một cuộc mít tinh lớn ủng hộ cuộc chiến đấu của phe Liên bang.
Đây là một bài hát nổi tiếng của Hoa Kỳ, người ta nói rằng trong thời điểm bài hát vừa mới ra đời, nhà xuất bản đã phải huy động 14 máy in cùng một lúc mà vẫn không làm ra đủ ấn bản để đáp ứng đủ nhu cầu của người tiêu dùng. Ước tính khoảng 500.000 đến 700.000 ấn bản đã được lưu hành trên thị trường. Tờ Chicago Tribune từng ghi nhận rằng trong thời gian đó hiếm có buổi họp mặt nào trở nên tròn vẹn khi thiếu bài hát này, và nhiều binh sĩ của cả hai phe miền Bắc và miền Nam đã chứng nhận cho sức hấp dẫn và khả năng khơi gợi tinh thần chiến đấu của quân lính.
Trong tự truyện viết năm 1891, tác giả G. F. Root nhận định về bài hát của mình:
| “                        | Những chứng nhận về tính hữu dụng của bài hát trong quân đội, trên chiến trường, bởi binh lính, sĩ quan, tướng lĩnh và cả từ ngài Tổng thống đáng kính, khiến tôi cảm thấy rất vui sướng vì mặc dù tôi không thể cầm súng bảo vệ Tổ quốc mình, tôi vẫn có thể phục vụ đất nước theo cách khác. | ” |
| — George Fredreick Root, | |   |

Mặc dù đây là bài hát ủng hộ miền Bắc, mức độ nổi tiếng của nó khiến cho H. L. Schreiner và W. H. Barnes đã thực hiện một phiên bản cải sửa để phục vụ cho phe Hiệp bang miền Nam Hoa Kỳ.

## Lời bài hát

### Phiên bản Liên bang miền Bắc

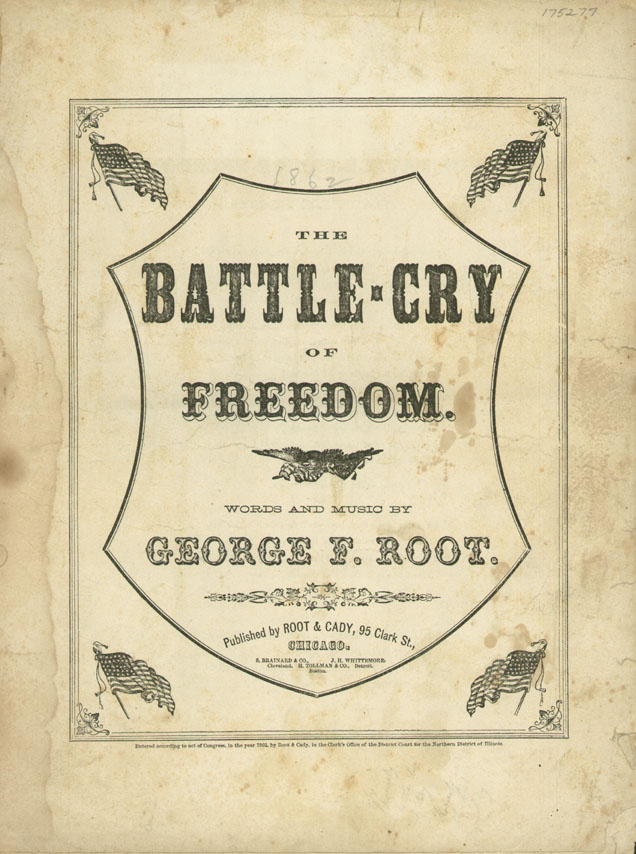

Yes we'll rally round the flag, boys, we'll rally once again,

Shouting the battle cry of freedom,

We will rally from the hillside, we'll gather from the plain,

Shouting the battle cry of freedom!
(Chorus)
The Union forever! Hurrah, boys, hurrah!
Down with the traitors, up with the stars;
While we rally round the flag, boys, rally once again,
Shouting the battle cry of freedom!
(Chorus)
We are springing to the call of our brothers gone before,

Shouting the battle cry of freedom!

And we'll fill our vacant ranks with a million freemen more,

Shouting the battle cry of freedom!
(Chorus)
We will welcome to our numbers the loyal, true and brave,

Shouting the battle cry of freedom!

And although they may be poor, not a man shall be a slave,

Shouting the battle cry of freedom!
(Chorus)
So we're springing to the call from the East and from the West,

Shouting the battle cry of Freedom;
 
And we'll hurl the rebel crew from the land that we love best,

Shouting the battle cry of Freedom.

(Chorus)

### Phiên bản Hiệp bang miền Nam
Our flag is proudly floating on the land and on the main,

Shout, shout the battle cry of Freedom!

Beneath it oft we've conquered, and we'll conquer oft again!

Shout, shout the battle cry of Freedom!
(Chorus)
Our Dixie forever! She's never at a loss!
Down with the eagle, and up with the cross
We'll rally 'round the Bonnie Flag, we'll rally once again,
Shout, shout the battle cry of Freedom!
(Chorus)
Our gallant boys have marched to the rolling of the drums.

Shout, shout the battle cry of Freedom!

And the leaders in charge cry out, "Come, boys, come!"

Shout, shout the battle cry of Freedom!
(Chorus)
They have laid down their lives on the bloody battle field.

Shout, shout the battle cry of Freedom!

Their motto is resistance – "To the tyrants never yield!"

Shout, shout the battle cry of Freedom!
(Chorus)
While our boys have responded and to the fields have gone.

Shout, shout the battle cry of Freedom!

Our noble women also have aided them at home.

Shout, shout the battle cry of Freedom!
(Chorus)

### Phiên bản cổ động cho chiến dịch tranh cử năm 1864 của Lincoln
For Lincoln và Johnson, hurrah, boys, hurrah!

Down with the rebellion and on with the war,

While we rally round the cause, boys, we'll rally in our might,

Singing the holy cause of freemen.